# Charles-Louis Du Pin
Charles-Louis Du Pin, también escrito como Dupin, (28 de diciembre de 1814 en Lasgraisses - 3 de octubre de 1868 en Montpellier). Fue un arquetipo del militar francés aventurero e intrépido del siglo XIX con 34 años de servicio en el ejército y 19 campañas, cinco de las cuales transcurrieron en México.
Fue hijo de Pierre Paul Charles Louis du Pin (1769-1825), alcalde de Lasgraisses en 1814, y de Marie-Sophie de Genton de Villefranche, con quien se casó el 5 de junio de 1812. Fue estudiante de la Escuela Politécnica (promoción de 1834), y después ingresó a la Escuela de Aplicación del Cuerpo Real de estado mayor, en donde se convirtió en uno de los topógrafos más calificados del ejército, y sus mapas, cartografiados en Argelia, China y Japón, son una autoridad hasta la fecha.
El 16 de mayo de 1843, participó en la batalla de Smala, donde salvó de una muerte segura al coronel Morris, acto que lo hizo protagonista de un cuadro de Horace Vernet, que inmortalizó la batalla.
Participó también en la guerra de Crimea y en la Campaña de Italia.
Jefe de Estado Mayor de la séptima división en Besançon (agosto de 1859), recibió su hoja de ruta como jefe del servicio topográfico en China el 12 de enero de 1860. El 6 de octubre de 1860, escaló los muros del Palacio de Verano localizado en Pekín con algunos hombres y así los aliados pudieron entrar sin combatir.
Confirmado como coronel el 4 de  enero de 1861, se vio afectado por el inicio de la guerra en París, luego fue jefe de Estado mayor del cuarto cuerpo en Lyon, en marzo de 1862. Luego pasará 6 meses en prisión por haber vendido en Drouot objetos de arte chino robados luego de la toma del Palacio de Verano.
De febrero de 1863 a marzo de 1865, dirigió las contraguerrillas en la expedición a México. Empleó en sus tropas como auxiliares a numerosos indígenas encargados de la «limpieza». Los abusos de su escuadrón provocaron la indignación tanto de mexicanos como de franceses. Algunos de sus hombres, como represalia a los abusos de Du Pin, fueron enterrados vivos y de pie, con solo la cabeza por encima y después los mexicanos hicieron pasar la caballería sobre ellos.
El 28 de junio de 1863 sus hombres derrotaron a las tropas mexicanas que habían participado en el asalto y derrota de las tropas francesas en Camarón, por lo tanto la Legión Francesa lo consideró como el «vengador de Camarón». Fue entonces comandante de la Legión de Honor desde el 26 de diciembre de 1864.
Sus métodos son expeditos. Ahorca, ejecuta a los prisioneros, quema las aldeas sospechosas de colusión con los juaristas, elimina a los civiles sospechosos. Su cabeza tiene un precio de 100.000 francos, en vano. Al mismo tiempo, escribe cartas tiernas a su sobrina a la que le hubiera gustado casarse con él si solo sus padres hubieran dado su consentimiento, y él mismo dijo: "He librado una guerra terrible". Fue enviado de regreso a Francia en abril de 1865 a instancia del emperador Maximiliano, y fue reemplazado un tiempo por el capitán Ney de Elchingen.  
Una investigación lo limpia de los cargos de malversación de fondos presentados contra él y regresó a México en enero de 1866. El general Bazaine esta vez se niega a ceder ante Maximiliano, furioso por su regreso, y declara a la persona en cuestión "Estaría muy feliz de tener muchos oficiales de su calibre". Pero el conflicto entre el emperador mexicano y el coronel causó revuelo y puso de relieve las condiciones dolorosas y los cuestionables medios de intervención. 
Michel-Aloys Ney lo sucedió por un tiempo y después De Galliffet lo cambió sin variar los métodos de Du Pin.
Du Pin publicó un libro en 1868 de su estancia en Japón titulado Japón, usos, costumbres, descripción, geografía y su relación con los europeos.
Escritor, pintor, estudioso, mundano y guerrero, una vida privada tumultuosa le impidió acceder a las más altas funciones militares. Fue comendador de la Legión de Honor con título militar, Oficial de la Orden de Saint-Maurice y Lazare, Miembro de la Orden de Turquía, Medalla de Crimea, Medalla de Italia, Medalla de China y Medalla de México.